# Rouxinol-grande-dos-caniços

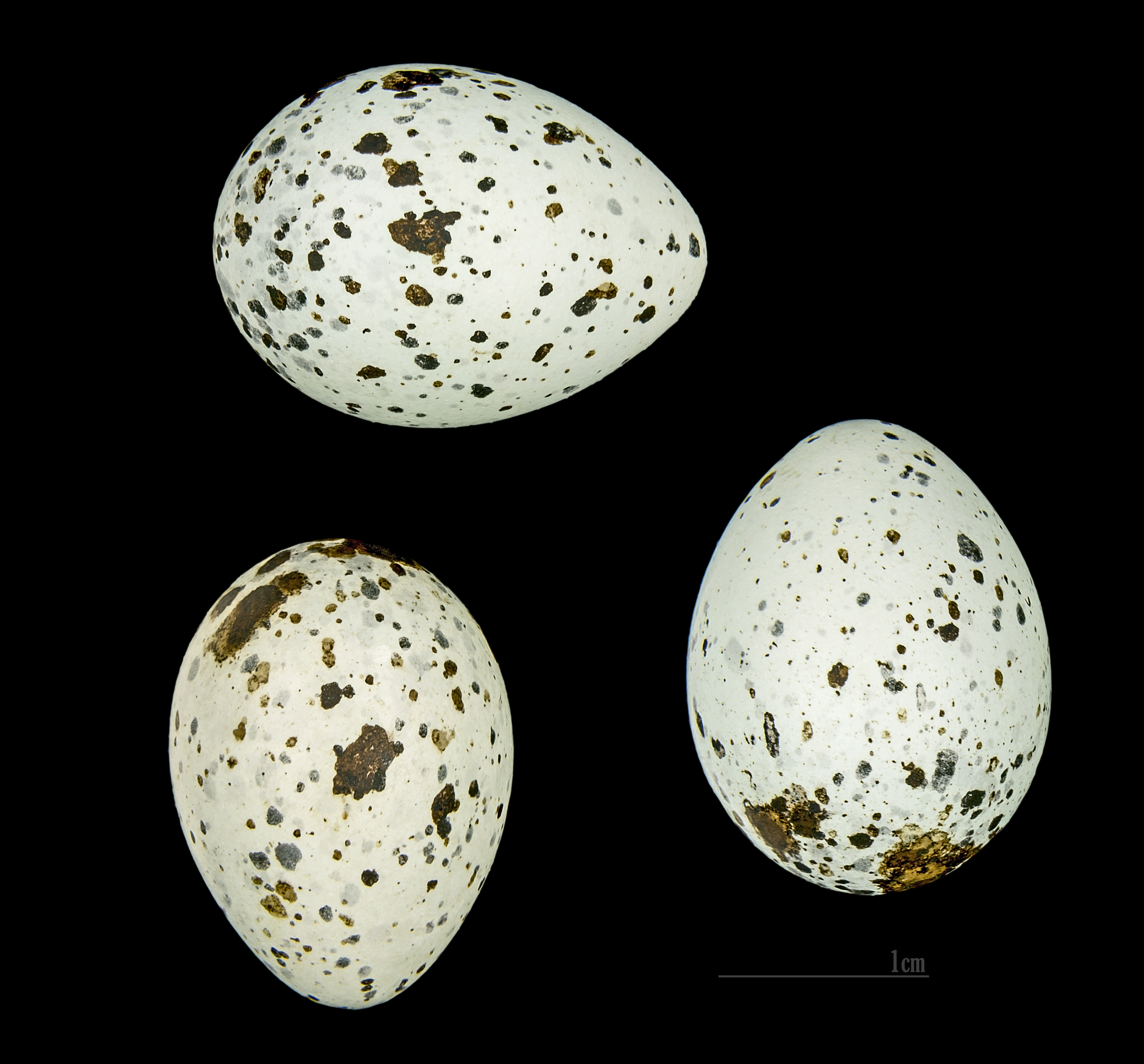
Acrocephalus arundinaceus MHNT

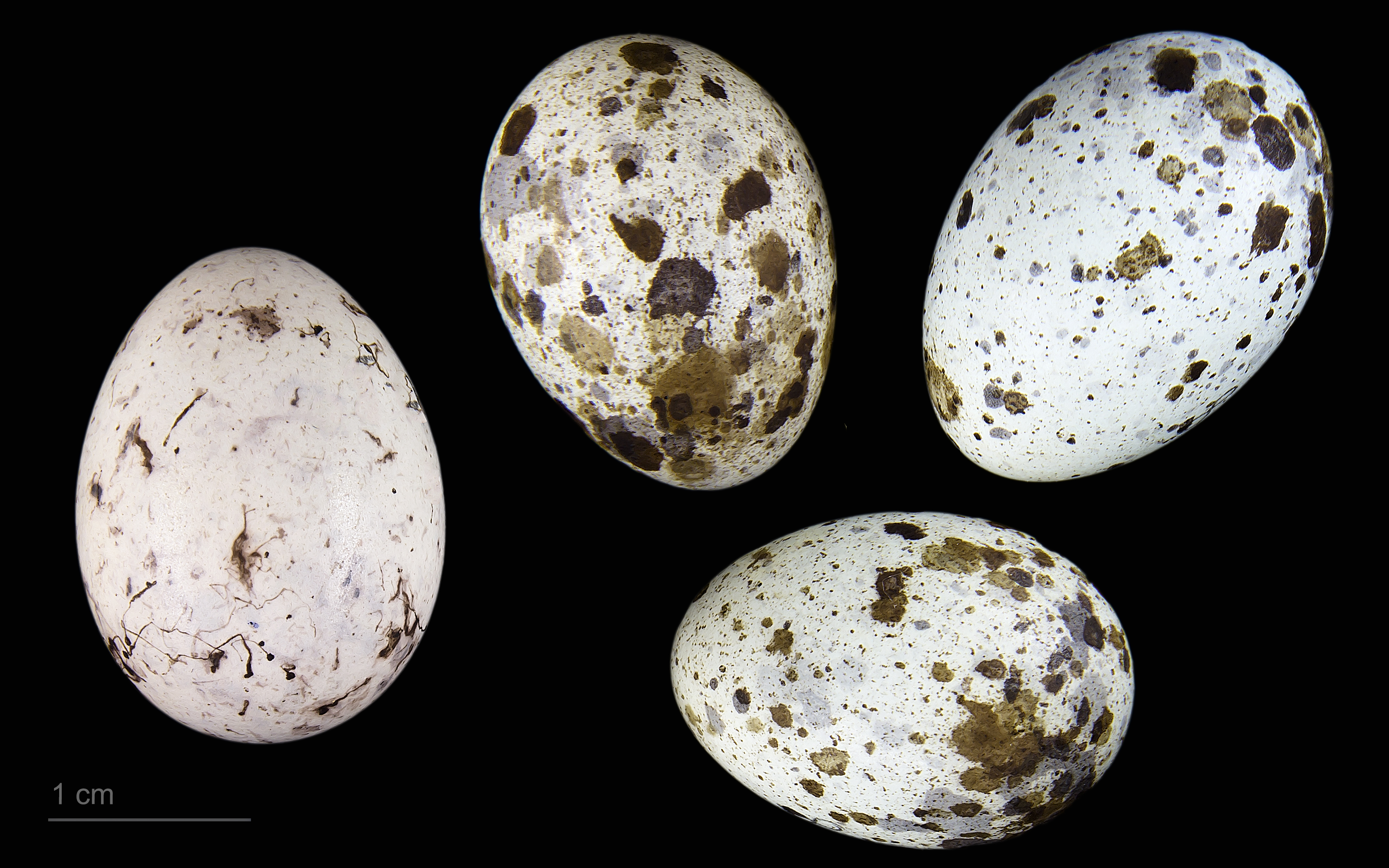
Cuculus canorus canorus em um ninho de Acrocephalus arundinaceus - MHNT

O rouxinol-grande-dos-caniços (Acrocephalus arundinaceus) é uma ave passeriforme da família Acrocephalidae. Totalmente castanho, é bastante maior que os restantes membros da sua família, sendo quase do tamanho de um pequeno tordo.
Frequenta caniçais, tabuais e outras zonas de vegetação herbácea densa, sempre nas proximidades de água.
Esta espécie distribui-se por quase toda a Europa continental e pela maior parte da Ásia. É uma espécie migradora que chega em Abril e parte em Agosto ou Setembro. As populações europeias invernam na África tropical. Em Portugal esta espécie pode ser considerada razoavelmente comum.